# 하라다 요시오
하라다 요시오(原田 芳雄, 1940년 2월 29일 ~ 2011년 7월 19일)는 일본의 배우이다. 도쿄도 도쿄시 아다치구 출신이며, 소속사는 길드 B이다. 자수포장을 비롯해 배우로써 많은 상을 받았으나, 2011년 7월 19일 암으로 사망했다.

## 출연

### 영화
- 2003년 《블루》
- 2004년 《천국의 책방 - 연화》
- 2005년 《망국의 이지스》

| 연도 | 제목                            | 배역            |
| ---- | ------------------------------- | --------------- |
| 2007 | 《악몽탐정》                    |                 |
| 2007 | 《도로로》                      | 주카이          |
| 2007 | 《오리온 좌에서 온 초대장》     |                 |
| 2007 | 《리틀 디제이》                 |                 |
| 2008 | 《실록 연합적군》               | 내레이션        |
| 2008 | 《걸어도 걸어도》               | 요코야마 쿄헤이 |
| 2008 | 《반딧불의 묘》                 |                 |
| 2008 | 《타미오의 행복》               |                 |
| 2009 | 《울트라 미라클 러브스토리》    | 닥터 미사와     |
| 2009 | 《황금화》                      |                 |
| 2010 | 《자토이치 더 라스트》          |                 |
| 2010 | 《로스트 크라임: 섬광》         |                 |
| 2011 | 《진짜로 일어날지도 몰라 기적》 | 야마모토 와타루 |
| 2011 | 《오시카 마을 소동기》          | 카자마츠리 젠   |

### 드라마
- 1987년 《독안룡 마사무네》
- 2003년 《양키 모교로 돌아오다》
- 2004년 《모래그릇》
- 2004년 《도망자》
- 2005년 《엔진》
- 2007년 《반짝반짝 연수의》
- 2009년 《불모지대》
- 2010년 《신참자》
- 2011년 《고교생 레스토랑》